# URBAN HILLS STREET
『URBANHILLS ST.』（アーバンヒルズ・ストリート）は、かつてエフエム京都（α-STATION）で、平日昼間に放送されていたラジオ番組。ただし当初は番組ではなかった。

## 概要
平日昼間のワイドゾーン。
選曲ではα-STATION特有のアダルト・コンテンポラリーを扱っていた。
リスナーからのリクエストにも応じ（留守番電話）、時折メッセージを挿入してその曲をかけていたほか、不定期にゲストを招いて1時間ほど登場していた。
後継番組は『SUNNYSIDE BALCONY』。

## エアパートナー(AP:DJのこと)
- 1991年7月 - 1992年3月最終週まではAPなし。
  - ただし時折「ゲストAP」と称したアーティストなどが1時間を使って不定期に登場
- 1992年4月 - 1993年3月は、外国人APが曜日ごとに担当
- 岩崎真理子（1993年4月 - 終了まで）

## 放送時間の遍歴
- 月 - 金、10:00 - 18:00（1991年7月 - 1992年4月）
- 月 - 金、11:00 - 16:00（1992年4月 - 1994年9月）
  - APは12:00 - 15:00に登場。1993年4月より、15時台は「Afternoon Breath」を内包。
- 月 - 金、11:00 - 15:00（1994年10月 - 1997年3月）
  - 「Afternoon Breath」を独立、11時よりDJが登場する。